# Буртин, Юрий Григорьевич
Юрий Григорьевич Буртин (3 сентября 1932 — 19 октября 2000) — советский и российский литературный критик, публицист и историк, диссидент, яркий представитель поколения «шестидесятников».

## Биография
Юрий Буртин вырос в деревне Ерёмино Пестовского района Новгородской области в семье врача и учительницы.
Отец — Буртин Григорий Борисович (Гирш Бенционович) — сын еврея-часовщика из г. Режица (ныне — Резекне, Латвия). Он до своей смерти от чахотки в 1943 году заведовал Ереминской сельской больницей в Пестовском районе Новгородской (ранее Ленинградской) области.
Мать — Екатерина Тимофеевна, урождённая Васильева, дочь крестьянина Новгородского уезда, сельская учительница (преподавала русский язык и литературу). Умерла в 1970 году.
После смерти отца именно мать, по словам Юрия, стала главным его воспитателем. Сама она была воспитана в духе разночинской демократической традиции 1860-х годов. Кроме того, большое влияние на Юрия имел образ деда, Тимофея Васильева. Простой крестьянин, он был яркой и сильной личностью, широко известной в округе, неоднократно избирался волостным старшиной, был невероятно начитан и имел огромную библиотеку.

### 1950-е годы
В 1950 году Буртин поступил на польское отделение филологического факультета Ленинградского университета. На втором курсе он подготовил доклад о «Тихом Доне» Шолохова, в котором критиковал официальную трактовку романа (согласно которой Григорий Мелехов был запутавшимся отщепенцем). В ходе подготовки доклада Буртин был допущен в спецхран Публичной библиотеки, где увидел подлинные документы времён Гражданской войны. Увиденное настолько расходилось с официальной версией истории, что Юрий внезапно сделал открытие, что живёт в мире, выдуманном пропагандой. Он убедился, что описанное в «Тихом Доне» — это реальная трагедия казачества, а не проблемы отдельного отщепенца. В докладе Буртин честно поделился своими открытиями, текст передали руководству факультета. Читать доклад ему было запрещено, и только благодаря заступничеству научного руководителя Александра Дементьева и секретаря партбюро, будущего писателя-деревенщика Фёдора Абрамова, Буртин избежал отчисления из университета и возможного ареста. Потрясённый всей этой историей Юрий, чтобы разобраться до конца, поехал к Шолохову, который подтвердил его догадки.
После университета Буртин восемь лет работал учителем литературы в железнодорожной школе для взрослых на станции Буй Северной железной дороги (Костромская область). Речь Хрущёва на XX Съезде КПСС, которую Юрию Буртину пришлось читать коллегам, и последующие разоблачения сталинизма произвели на него огромное впечатление. В 1958 году он при поддержке других учителей и учеников (рабочих и машинистов железной дороги) предпринял, вероятно, первую в СССР попытку независимого выдвижения кандидата на выборах в Верховный Совет СССР. Коллектив школы выдвинул кандидатуру поэта Александра Твардовского. За эту выходку (разумеется, пресечённую) Буртин был исключён из КПСС по обвинению в «ревизионизме». Это освободило Юрия от ещё сохранявшихся иллюзий относительно советского строя.

### 1960-е годы, «Новый Мир»
В 1965 году Юрий Буртин подготовил диссертацию о творчестве Твардовского — а именно: о его связи с советской историей и сознанием народа. Его волновали энтузиазм и крестьянская трагедия 1930-х («Страна Муравия»), феномен «Василия Теркина», поэмы, написанной и читавшейся в окопах, и послевоенный творческий кризис Твардовского, отражавший общественную растерянность. Буртин видел в Твардовском выразителя национального подсознания, не способного отделить себя от надежд и разочарований советского народа. Война — главная тема Твардовского — трактовлась им как момент максимального раскрытия и реализации народа. Однако защита диссертации не состоялась — на предзащите в Институте мировой литературы Буртин поблагодарил своего арестованного коллегу Андрея Синявского. Это поставило крест на диссертации, но послужило сближению Буртина с диссидентской средой.
Начиная с 1959 года, Юрий Буртин печатался в возглавляемом Твардовским журнале «Новый Мир». В 1967 году Твардовский пригласил Буртина в состав редакции: Буртин редактировал раздел «Политика и наука», будучи фактическим членом редколлегии (формально это было невозможно, так как он был беспартийным). Свою работу в этом журнале, бывшем главным рупором оппозиции, Буртин считал самым важным событием жизни. Твардовский был его духовным учителем и работу с ним он называл своим счастливейшим временем. Команда «Нового Мира» — Александр Дементьев, Ефим Дорош, Александр Марьямов, Борис Закс, Владимир Лакшин, Анна Берзер, Алексей Кондратович, Михаил Хитров, Игорь Виноградов (и близкий к журналу Александр Солженицын) — навсегда остались для него важнейшими людьми.
Другим значимым для Юрия Буртина кру́гом были молодые писатели-«деревенщики», с которыми его объединял детский опыт, — Василий Белов, Борис Можаев, Фёдор Абрамов, Василий Шукшин, а также писатели-фронтовики младшего поколения, представители «лейтенантской прозы» — Григорий Бакланов, Виктор Некрасов. Также Буртин был близок с Юрием Трифоновым.
Разгром «Нового Мира» в 1970 году и скорая смерть Твардовского (а также смерть матери, очень важного для Буртина человека) были восприняты им как катастрофа, от которой он не мог оправиться много лет.

### Застой
С начала 1970-х годов Буртин занимался двумя параллельными видами деятельности. С одной стороны, после нескольких лет безработицы он стал работать в литературной редакции издательства «Советская энциклопедия», где готовил уникальный по подробности словарь «Русские писатели», охватывавший все пласты литературы XIX века. Эта кропотливая редакторская работа, занявшая почти десять лет, также была одним из важнейших дел его жизни. Кроме того, как литературовед Юрий Буртин продолжал заниматься Твардовским, а также Добролюбовым.
Вместе с тем он вёл диссидентскую деятельность — распространял самиздат, подписывал письма протеста, помогал движению крымских татар. Юрию Буртину были близки такие диссиденты как Людмила Алексеева, Лариса Богораз, Зоя Крахмальникова, Феликс Светов, Лев Копелев, Александр Есенин-Вольпин, Юлий Ким, Вадим Белоцерковский, Лен Карпинский, Кронид Любарский, Анатолий Жигулин. Он принимал участие в работе историко-философского кружка Михаила Гефтера. Кроме того, многие годы Буртин писал «в стол» большое исследование о противоречиях в теории социализма. Позже часть его была опубликована в виде статьи «Ахиллесова пята исторической теории Маркса», но в целом развал самой социалистической системы сделал работу не актуальной.

### Перестройка
С началом перестройки Юрий Буртин принял в ней активнейшее участие как публицист, став одним из так называемых «прорабов перестройки». Согласно данным социологических опросов, в 1988 году Юрий Буртин входил в двадцатку лидеров общественного мнения страны. По его словам, лишь в этот момент он снова почувствовал вкус к жизни. Среди его громких статей того времени — «Вам из другого поколенья», «Возможность возразить», «Изжить Сталина!». Название последней, пожалуй, отражает главную направленность мыслей Буртина. Его публицистику отличал радикализм и глубокая вера в демократию. (На одной из встреч с читателями он так это и выразил: «Если сказать одним словом, моя вера — это демократия».)
Сначала Буртин поддерживал Михаила Горбачёва, но вскоре перешёл к нему в оппозицию, считая, что власть лишь имитирует преобразования, подменяя переход к демократии риторикой. Буртин писал, что горбачевская перестройка нацелена на сохранение власти партийной номенклатуры — в новой, хозяйственно-экономической форме. Для описания складывающегося строя первым использовал термин «олигархия».
С освобождением из ссылки академика Сахарова Буртин стал его близким соратником — в частности, активно участвовал в создании клуба «Московская трибуна» и Межрегиональной депутатской группы — первого оппозиционного парламентского объединения на I Съезде депутатов СССР в 1989 году. Однако, настоящей политической деятельностью Юрию Буртину не суждено было заняться, так как в 1988 году он перенёс первый инфаркт (впоследствии он пережил ещё три — в последние годы у него работало 13 % сердечной мышцы). Начиная с этого момента, Буртин уже практически не мог выходить из дому. Однако, до самой смерти он напряженно работал как публицист и историк.
После начала конфликта в Нагорном Карабахе Буртин принимал участие в попытках по его урегулированию, сотрудничая с депутатом парламента Армении Анаит Баяндур.
В 1989 году Юрий Буртин стал одним из главных героев трёхсерийного фильма Леонида Парфенова и Андрея Разбаша «Дети XX съезда».

### 1990-е годы
После августовского путча 1991 года Юрий Буртин на короткое время оказался близок к новой власти — стал членом политсовета движения «Демократическая Россия» и главным редактором одноимённой газеты. Однако уже через полгода он вместе с ещё несколькими людьми покинул движение, которое, по его мнению, почивало на лаврах и погрязло в карьеризме. Вместе с Еленой Боннэр, Леонидом Баткиным, Владимиром Библером, Львом Тимофеевым и Юрием Афанасьевым Юрий Буртин создал группу единомышленников-радикалов «Независимая гражданская инициатива», регулярно выступавшую с политическими заявлениями. Некоторое время он продолжал быть главным редактором «Демократической России», а затем газеты «Гражданская Мысль», прекратившей существование в 1993 году. В дальнейшем выступал в изданиях: «Московские новости», «Известия» (когда главным редактором был Голембиовский), «Общая газета», «Независимая газета», «Новая газета», «Новое время».
Очень скоро после прихода к власти команды Бориса Ельцина, Буртин пришёл к выводу, что новое руководство не собирается проводить глубоких демократических реформ, и отношения власти и общества по сути остаются прежними. В 1992 году он выпустил сборник статей различных авторов под названием «Год после Августа: горечь и выбор», в которых рефлексировалась проблема «украденной революции». В отличие от большинства либеральной интеллигенции, Буртин выступил с критикой экономических реформ Егора Гайдара, считая их эрзацем (статьи «Чужая власть», «Горбачёв продолжается», «Театр номинальной демократии»); он считал, что власть с равнодушием пошла на разорение населения, прикрываясь рыночной риторикой. Очень резко Буртин критиковал ваучерную приватизацию Анатолия Чубайса, которую считал прямым обманом населения, способом передачи собственности в руки бывшей номенклатуры. Он заявлял, что приватизация «для всех» — это просто приманка и рядовой человек не получит в результате никакой собственности. В качестве альтернативы Буртин предлагал закрытую приватизацию предприятий трудовыми коллективами, сближаясь в этом с идеологами рабочего самоуправления, например Вадимом Белоцерковским.
В статьях 1993—1994 годов («Новый строй», «Оборотень», «Номенклатурная собственность вчера и сегодня») Буртин анализировал произошедшие в стране перемены — которые, как он считал, целенаправленно вели к сохранению старой системы, её переводу на рыночные рельсы. Вместе с Григорием Водолазовым Юрий Буртин ввел в обиход термины «номенклатурный капитализм» и «номенклатурная демократия», по его мнению, описывающие возникший в России строй. Параллельно Буртин регулярно выступал как историк, выпустив серию архивных публикаций об общественной борьбе 1960-х годов.
После начала первой чеченской войны в 1994 году Буртин боролся против неё, разоблачая в статьях официальную ложь. Во время президентских выборов 1996 года он последовательно заявлял, что противостояние Бориса Ельцина и Геннадия Зюганова — фарс, разыгранный Кремлём для сохранения режима, и призывал не голосовать за Ельцина ни при каких обстоятельствах. Во второй половине 1990-х годов Юрий Буртин был близок с Григорием Явлинским, считавшим его своим учителем. В своей статье «Причины», в которой рассматривалась история создания политической системы в России, приведшей к российскому вторжению в Украину, Явлинский называет Юрия Буртина одним из немногих интеллектуальных лидеров демократического крыла, которые уже в конце 1991 — начале 1992 года начали серьёзно и открыто критиковать политику и реформы Ельцина.
По мнению журналиста «Известий» Андрея Колесникова из-за неуместной цитаты Буртина, «не слишком деликатно» отреагировавшего на перемену власти в стране, лёг на полку учебник истории под авторством Игоря Долуцкого.

### Исторические работы
В последние годы Юрий Буртин в основном работал как историк. В частности, публиковал архивные материлалы о «Новом Мире» и общественно-политической жизни 60-х годов. Особое теоретическое внимание Буртин уделял полемике Солженицына с Твардовским по поводу отношению к социализму. Занимался публикацией рабочих тетрадей Твардовского.
Помимо этого Буртина интересовал феномен НЭПа и поздняя (незадолго до смерти) изменение ленинских взглядов на социализм. Этому посвящены большие работы «Три Ленина. НЭП в свете теории конвергенции» и «Другой социализм». Исходя из этого опыта, Буртин пытался развить взятую у Андрея Сахарова теорию конвергенции социализма и капитализма как гармоничной перспективы прогресса (статья «Россия и конвергенция»). Кроме того, его интересовала Февральская революция 1917 года и события, предшествовавшие Октябрьскому перевороту. Буртин рассматривал этот момент как один из важнейших в русской истории, «точку бифуркации», исследуя которую, можно понять и современные ему проблемы. Этому посвящены его последние статьи «Первая демократическая. Февраль 17-го как теоретическая проблема» и «1917 год. Историко-публицистический очерк».
Кроме того, незадолго до смерти Буртин написал эссе «Исповедь шестидесятника», в котором попытался отрефлексировать истоки своего мировоззрения и его эволюцию.

## Цитаты
- «Если Сталин (вслед за октябрьским Лениным) — наше неизжитое прошлое, гирей висящее на ногах, то поздний Ленин — будущее, до которого мы и нынче еще не в состоянии дотянуться»[20].

## Сочинения
- Ахиллесова пята исторической теории Маркса. 1974—1989 // Октябрь. 1989. № 11, 12.
- Возможность возразить. — М., 1988. — (Библиотека «Огонёк»)
- Новый строй. О номенклатурном капитализме. — М.: «Эпицентр»; Харьков: «Фолио», 1995.
- Исповедь шестидесятника. — М.: «Прогресс-традиция», 2003